# Avenida 85
A Avenida 85 é um dos principais logradouros da metrópole brasileira Goiânia. Estando localizada no bairro Marista, um dos mais nobres da cidade, é a segunda avenida mais congestionada da cidade, segundo a Agência Municipal de Trânsito de Goiânia. Também na avenida está o Viaduto João Alves de Queiroz, um dos mais novos cartões postais da cidade.